# Bridges to Babylon
Bridges to Babylon er et album fra The Rolling Stones, der blev udgivet i 1997. Albummet blev det sidste af Rolling Stones' studiealbum i 1990'erne, og blev først efterfulgt af et studiealbum i 2005 med A Bigger Bang. Udgivelsen af Bridges to Babylon blev fulgt op med en årelang verdensturné.

## Historie
Efter Voodoo Lounge, Voodoo Lounge tour og Stripped i 1994 / 1995 tillod The Rolling Stones sig en kort pause før Mick Jagger og Keith Richards igen i sommeren 1996 begyndte at skrive nye sange sammen. Selvom bandet ville bruge Don Was som producer igen, ønskede Jagger desuden også at bruge Dust Brothers til dette album. Richards, som så mange gange før, var ikke glad for ideen, og de eneste sange som ville der ville ligne Rolling Stones lyden blev: "Anybody Seen My Baby?", "Saint of Me" og "Might As Well Get Juiced". Det var også det eneste album, indtil videre, der indeholdt Sampling. 
Bridges to Babylon blev optaget i foråret og sommeren 1996 i Los Angeles. Singlen "Anybody Seen My Baby?" kom uheldigvis til at lyde som en anden kendt sang. Det var Richards datter Angela, der gjorde sin far opmærksom på at omkvædet lignede k.d. langs hit "Constant Craving". For at undgå juridiske problemer blev Lang og hendes med sangskriver Ben Mink krediteret sammen med Jagger og Richards på sangen. Da singlen udkom, blev den nummer 22 i England, og et rockradio hit i USA. 
Otte forskellige personer havde spillet bas på dette album: Jeff Sarli, Jamie Muhoberac, Blondie Chaplin, Don Was, Danny Saber, Darryl Jones, Meshell Ndegeocello og Doug Wimbish. Keith Richards havde på dette album tre solosange. 

## Spor
- Alle sangene er skrevet af Mick Jagger and Keith Richards med mindre andet er påført.

1. "Flip The Switch" – 3:28
2. "Anybody Seen My Baby?" (Mick Jagger/Keith Richards/k.d. lang/Ben Mink) – 4:31
3. "Low Down" – 4:26
4. "Already Over Me" – 5:24
5. "Gunface" – 5:02
6. "You Don't Have To Mean It" – 3:43 
  -  Keith Richards synger.
7. "Out of Control" – 4:43
8. "Saint of Me" – 5:15
9. "Might As Well Get Juiced" – 5:23
10. "Always Suffering" – 4:44
11. "Too Tight" – 3:33
12. "Thief In The Night" (Mick Jagger/Keith Richards/Pierre de Beauport) – 5:16 
  -  Keith Richards synger.
13. "How Can I Stop" – 6:54
  -  Keith Richards synger.

## Musikere
- Mick Jagger – Sang, Elektrisk Guitar, Kor, Akustisk Guitar, Keyboard, Mundharmonika, Shaker
- Keith Richards – Elektrisk Guitar, Kor, Sang, Akustisk Guitar, Klaver
- Charlie Watts – Trommer
- Ron Wood – Elektrisk Guitar, Slide Guitar, Pedal Steel Guitar, Dobro
- Kenny Aronoff – Bucket
- Blondie Chaplin – Kor, Tamburin, Klaver, Bass, Perkussion, Shaker, Maraca
- Matt Clifford – Klaver, Orgel
- Pierre de Beauport – Seks Streng Bass, Klaver
- Bernard Fowler – Kor
- Darryl Jones – Bass
- Jim Keltner – Perkussion, Shaker
- Darrell Leonard – Trompet
- Biz Markee – Rap
- Jamie Muhoberac – Keyboard, Bass
- Me'Shell Ndegeocello – Bass
- Billy Preston – Orgel
- Danny Saber – Bass, Elektrisk Guitar, Clavinet, Keyboard
- Jeff Sarli – Bass
- Wayne Shorter – Saxofon
- Joe Sublett – Saxofon
- Benmont Tench – Orgel, Klaver, Keyboard
- Waddy Wachtel – Elektrisk Guitar, Akustisk Guitar, Kor
- Don Was – Klaver, Bass, Keyboard
- Doug Wimbish – Kor, Bass